# Großer Preis der Türkei 2021
Der Große Preis der Türkei 2021 (offiziell Formula 1 Rolex Turkish Grand Prix 2021) fand am 10. Oktober auf dem Istanbul Park Circuit in Istanbul statt und war das 16. Rennen der Formel-1-Weltmeisterschaft 2021.

## Bericht

### Hintergründe
Nach dem Großen Preis von Russland führte Lewis Hamilton in der Fahrerwertung mit zwei Punkten vor Max Verstappen und mit 95,5 Punkten vor Valtteri Bottas. In der Konstrukteurswertung führteMercedes mit 33 Punkten vor Red Bull Racing und mit 163,5 Punkten vor McLaren.
Lando Norris, Lance Stroll (jeweils acht), Sergio Pérez (sieben), Sebastian Vettel, Nikita Masepin, Nicholas Latifi (jeweils sechs), Bottas, Kimi Räikkönen, George Russell, Yuki Tsunoda (jeweils vier), Antonio Giovinazzi (drei), Charles Leclerc, Verstappen, Hamilton (jeweils zwei), Carlos Sainz jr., Esteban Ocon, Pierre Gasly und Daniel Ricciardo (jeweils einer) gingen mit Strafpunkten ins Wochenende.
Mit Hamilton (zweimal), Räikkönen und Vettel (jeweils einmal) traten drei ehemalige Sieger zu diesem Grand Prix an.
Als Rennkommissare für dieses Rennwochenende fungierten Gerd Ennser (DEU), Felix Holter (DEU), Enrique Bernoldi (BRA) und Fatih Altayli (TUR).

### Training
Im ersten freien Training fuhr Hamilton mit 1:24,178 Minuten die Bestzeit vor Verstappen und Leclerc.
Im zweiten freien Training war erneut Hamilton mit einer Zeit von 1:23,804 Minuten Schnellster vor Leclerc und Bottas.
Im dritten freien Training fuhr Gasly unter nassen Bedingungen mit 1:30,447 Minuten die Bestzeit vor Verstappen und Pérez.

### Qualifying
Das Qualifying bestand aus drei Teilen mit einer Nettolaufzeit von 45 Minuten. Im ersten Qualifying-Segment (Q1) hatten die Fahrer 18 Minuten Zeit, um sich für das Rennen zu qualifizieren. Alle Fahrer, die im ersten Abschnitt eine Zeit erzielten, die maximal 107 Prozent der schnellsten Rundenzeit betrug, qualifizierten sich. Die besten 15 Fahrer erreichten den nächsten Teil. Hamilton war vor Verstappen und Gasly Schnellster, Masepin, die Alfa-Romeo-Piloten sowie Latifi und Ricciardo schieden aus.
Der zweite Abschnitt (Q2) dauerte 15 Minuten. Die schnellsten zehn Piloten qualifizierten sich für den dritten Teil des Qualifyings und mussten mit den hier verwendeten Reifen das Rennen starten, alle anderen hatten freie Reifenwahl für den Rennstart. Hamilton war erneut Schnellster. Sainz jr., der keine weitere Zeit setzte sowie Mick Schumacher, Russell, Ocon und Vettel schieden aus. Für Schumacher war es die erste Q2-Teilnahme seiner Formel-1-Karriere.
Der letzte Abschnitt (Q3) ging über eine Zeit von zwölf Minuten, in denen die ersten zehn Startpositionen vergeben wurden. Hamilton fuhr mit 1:22,868 Minuten die schnellste Runde vor Bottas und Verstappen.
Da Hamilton aufgrund eines Motorenwechsels um zehn Startplätze nach hinten versetzt wurde, erbte Bottas die Pole-Position.
Neben Hamilton wurden auch Sainz jr. und Riccardo strafversetzt. Da Teile der Antriebseinheit getauscht werden mussten, starteten die beiden vom Ende des Feldes.

### Rennen
In der ersten Runde kam es in der ersten Kurve zu einer Berührung zwischen Fernando Alonso und Gasly, woraufhin Gasly eine Fünf-Sekunden-Zeitstrafe erhielt. Alonso kollidierte später mit Schumacher, woraufhin Alonso die gleiche Strafe erhielt.
Nachdem er Vettel überholt hatte, kam Hamilton an Tsunoda vorbei, nachdem dieser die Position zunächst verteidigen konnte, bis Hamilton in der achten Runde überholte. In der 14. Runde versuchte Sainz jr. in der elften Kurve innen an Vettel vorbeizukommen, musste aber auf den inneren Bordstein, um bei feuchten Bedingungen auf der Rennstrecke zu bleiben. Dadurch kam das Auto ins Rutschen und Sainz jr. traf Vettels linken Vorderreifen. Beide konnten allerdings weiterfahren. Sainz jr. machte in der Anfangsphase des Rennens mehrere Überholmanöver und verbesserte sich in der 18. Runde von seinem 19. Startplatz auf den neunten Platz.
Bottas gewann das Rennen vor Verstappen und Pérez. Es war Bottas’ erster Saisonsieg, sein zehnter insgesamt und gleichzeitig sein letzter. Die restlichen Punkteplatzierungen gingen an Leclerc, Hamilton, Gasly, Norris, Sainz jr., Stroll und Ocon. Bottas erzielte die schnellste Rennrunde und erhielt dafür einen zusätzlichen Punkt.
In der Fahrerwertung übernahm Verstappen wieder die Führung vor Hamilton, Bottas blieb Dritter. In der Konstrukteurswertung blieben die ersten drei Positionen unverändert.

## Meldeliste
| Team                            | Nr. | Fahrer             | Chassis                           | Motor                             | Reifen |
| ------------------------------- | --- | ------------------ | --------------------------------- | --------------------------------- | ------ |
| Mercedes-AMG Petronas F1 Team   | 44  | Lewis Hamilton     | Mercedes-AMG F1 W12 E Performance | Mercedes-AMG F1 M12 E Performance | P      |
| Mercedes-AMG Petronas F1 Team   | 77  | Valtteri Bottas    | Mercedes-AMG F1 W12 E Performance | Mercedes-AMG F1 M12 E Performance | P      |
| Red Bull Racing Honda           | 33  | Max Verstappen     | Red Bull Racing RB16B             | Honda RA621H                      | P      |
| Red Bull Racing Honda           | 11  | Sergio Pérez       | Red Bull Racing RB16B             | Honda RA621H                      | P      |
| McLaren F1 Team                 | 03  | Daniel Ricciardo   | McLaren MCL35M                    | Mercedes-AMG F1 M12 E Performance | P      |
| McLaren F1 Team                 | 04  | Lando Norris       | McLaren MCL35M                    | Mercedes-AMG F1 M12 E Performance | P      |
| Aston Martin Cognizant F1 Team  | 18  | Lance Stroll       | Aston Martin AMR21                | Mercedes-AMG F1 M12 E Performance | P      |
| Aston Martin Cognizant F1 Team  | 05  | Sebastian Vettel   | Aston Martin AMR21                | Mercedes-AMG F1 M12 E Performance | P      |
| Alpine F1 Team                  | 14  | Fernando Alonso    | Alpine A521                       | Renault E-Tech 20B                | P      |
| Alpine F1 Team                  | 31  | Esteban Ocon       | Alpine A521                       | Renault E-Tech 20B                | P      |
| Scuderia Ferrari Mission Winnow | 16  | Charles Leclerc    | Ferrari SF21                      | Ferrari 065/6                     | P      |
| Scuderia Ferrari Mission Winnow | 55  | Carlos Sainz jr.   | Ferrari SF21                      | Ferrari 065/6                     | P      |
| Scuderia AlphaTauri Honda       | 22  | Yuki Tsunoda       | AlphaTauri AT02                   | Honda RA621H                      | P      |
| Scuderia AlphaTauri Honda       | 10  | Pierre Gasly       | AlphaTauri AT02                   | Honda RA621H                      | P      |
| Alfa Romeo Racing Orlen         | 07  | Kimi Räikkönen     | Alfa Romeo Racing C41             | Ferrari 065/6                     | P      |
| Alfa Romeo Racing Orlen         | 99  | Antonio Giovinazzi | Alfa Romeo Racing C41             | Ferrari 065/6                     | P      |
| Uralkali Haas F1 Team           | 09  | Nikita Masepin     | Haas VF-21                        | Ferrari 065/6                     | P      |
| Uralkali Haas F1 Team           | 47  | Mick Schumacher    | Haas VF-21                        | Ferrari 065/6                     | P      |
| Williams Racing                 | 63  | George Russell     | Williams FW43B                    | Mercedes-AMG F1 M12 E Performance | P      |
| Williams Racing                 | 06  | Nicholas Latifi    | Williams FW43B                    | Mercedes-AMG F1 M12 E Performance | P      |

## Klassifikationen

### Qualifying
| Pos.                                                                      | Fahrer             | Konstrukteur              | Q1       | Q2         | Q3       | Start |
| ------------------------------------------------------------------------- | ------------------ | ------------------------- | -------- | ---------- | -------- | ----- |
| 01                                                                        | Lewis Hamilton     | Mercedes                  | 1:24,585 | 1:23,082   | 1:22,868 | 11    |
| 02                                                                        | Valtteri Bottas    | Mercedes                  | 1:25,047 | 1:23,579   | 1:22,998 | 01    |
| 03                                                                        | Max Verstappen     | Red Bull Racing-Honda     | 1:24,592 | 1:23,732   | 1:23,196 | 02    |
| 04                                                                        | Charles Leclerc    | Ferrari                   | 1:24,869 | 1:24,015   | 1:23,265 | 03    |
| 05                                                                        | Pierre Gasly       | AlphaTauri-Honda          | 1:24,704 | 1:23,817   | 1:23,326 | 04    |
| 06                                                                        | Fernando Alonso    | Alpine-Renault            | 1:25,174 | 1:23,914   | 1:23,477 | 05    |
| 07                                                                        | Sergio Pérez       | Red Bull Racing-Honda     | 1:24,963 | 1:23,961   | 1:23,706 | 06    |
| 08                                                                        | Lando Norris       | McLaren-Mercedes          | 1:25,138 | 1:24,642   | 1:23,954 | 07    |
| 09                                                                        | Lance Stroll       | Aston Martin-Mercedes     | 1:25,511 | 1:24,601   | 1:24,305 | 08    |
| 10                                                                        | Yuki Tsunoda       | AlphaTauri-Honda          | 1:25,409 | 1:24,054   | 1:24,368 | 09    |
| 11                                                                        | Sebastian Vettel   | Aston Martin-Mercedes     | 1:25,787 | 1:24,795   | –        | 10    |
| 12                                                                        | Esteban Ocon       | Alpine-Renault            | 1:25,422 | 1:24,842   | –        | 12    |
| 13                                                                        | George Russell     | Williams-Mercedes         | 1:25,417 | 1:25,007   | –        | 13    |
| 14                                                                        | Mick Schumacher    | Haas-Ferrari              | 1:25,555 | 1:25,200   | –        | 14    |
| 15                                                                        | Carlos Sainz jr.   | Ferrari                   | 1:25,881 | keine Zeit | –        | 19    |
| 16                                                                        | Daniel Ricciardo   | McLaren-Mercedes          | 1:25,881 | –          | –        | 20    |
| 17                                                                        | Nicholas Latifi    | Williams-Mercedes         | 1:26,430 | –          | –        | 15    |
| 18                                                                        | Antonio Giovinazzi | Alfa Romeo Racing-Ferrari | 1:26,430 | –          | –        | 16    |
| 19                                                                        | Kimi Räikkönen     | Alfa Romeo Racing-Ferrari | 1:27,525 | –          | –        | 17    |
| 20                                                                        | Nikita Masepin     | Haas-Ferrari              | 1:28,449 | –          | –        | 18    |
| 107-Prozent-Zeit: 1:30,505 min (bezogen auf Q1-Bestzeit von 1:24,585 min) |                    |                           |          |            |          |       |

Anmerkungen
1. ↑  Hamilton wurde für das Verwenden des vierten Verbrennungsmotors der Saison um zehn Startplätze nach hinten versetzt.
2. ↑  Sainz jr. musste vom Ende des Feldes starten, da an seiner Antriebseinheit zusätzliche Teile getauscht wurden.
3. ↑  Ricciardo musste vom Ende des Feldes starten, da an seiner Antriebseinheit zusätzliche Teile getauscht wurden.

### Rennen
| Pos. | Fahrer             | Konstrukteur              | Runden | Stopps | Zeit        | Start | Schnellste Runde |
| ---- | ------------------ | ------------------------- | ------ | ------ | ----------- | ----- | ---------------- |
| 01   | Valtteri Bottas    | Mercedes                  | 58     | 1      | 1:31:04,103 | 01    | 1:30,432 (58.)   |
| 02   | Max Verstappen     | Red Bull Racing-Honda     | 58     | 1      | + 14,584    | 02    | 1:32,759 (05.)   |
| 03   | Sergio Pérez       | Red Bull Racing-Honda     | 58     | 1      | + 33,471    | 07    | 1:32,737 (57.)   |
| 04   | Charles Leclerc    | Ferrari                   | 58     | 1      | + 37,814    | 03    | 1:32,459 (53.)   |
| 05   | Lewis Hamilton     | Mercedes                  | 58     | 1      | + 41,812    | 11    | 1:32,763 (52.)   |
| 06   | Pierre Gasly       | AlphaTauri-Honda          | 58     | 1      | + 44,292    | 04    | 1:32,814 (50.)   |
| 07   | Lando Norris       | McLaren-Mercedes          | 58     | 1      | + 47,213    | 07    | 1:32,446 (50.)   |
| 08   | Carlos Sainz jr.   | Ferrari                   | 58     | 1      | + 51,526    | 19    | 1:31,921 (49.)   |
| 09   | Lance Stroll       | Aston Martin-Mercedes     | 58     | 1      | + 1:22,018  | 08    | 1:32,608 (58.)   |
| 10   | Esteban Ocon       | Alpine-Renault            | 57     | 0      | + 1 Runde   | 12    | 1:34,584 (24.)   |
| 11   | Antonio Giovinazzi | Alfa Romeo Racing-Ferrari | 57     | 1      | + 1 Runde   | 16    | 1:32,904 (57.)   |
| 12   | Kimi Räikkönen     | Alfa Romeo Racing-Ferrari | 57     | 1      | + 1 Runde   | 17    | 1:32,586 (50.)   |
| 13   | Daniel Ricciardo   | McLaren-Mercedes          | 57     | 1      | + 1 Runde   | 20    | 1:33,255 (34.)   |
| 14   | Yuki Tsunoda       | AlphaTauri-Honda          | 57     | 1      | + 1 Runde   | 09    | 1:32,844 (54.)   |
| 15   | George Russell     | Williams-Mercedes         | 57     | 1      | + 1 Runde   | 13    | 1:33,399 (53.)   |
| 16   | Fernando Alonso    | Alpine-Renault            | 57     | 1      | + 1 Runde   | 05    | 1:33,252 (55.)   |
| 17   | Nicholas Latifi    | Williams-Mercedes         | 57     | 1      | + 1 Runde   | 15    | 1:33,672 (48.)   |
| 18   | Sebastian Vettel   | Aston Martin-Mercedes     | 57     | 2      | + 1 Runde   | 10    | 1:32,730 (54.)   |
| 19   | Mick Schumacher    | Haas-Ferrari              | 56     | 1      | + 2 Runden  | 14    | 1:34,209 (52.)   |
| 20   | Nikita Masepin     | Haas-Ferrari              | 56     | 1      | + 2 Runden  | 18    | 1:35,438 (52.)   |

## WM-Stände nach dem Rennen
Die ersten zehn des Rennens bekamen 25, 18, 15, 12, 10, 8, 6, 4, 2 bzw. 1 Punkt(e). Zusätzlich gab es einen Punkt für die schnellste Rennrunde, da der Fahrer unter den ersten Zehn landete.

### Fahrerwertung
| Pos. | Fahrer           | Konstrukteur          | Punkte |
| ---- | ---------------- | --------------------- | ------ |
| 01   | Max Verstappen   | Red Bull Racing-Honda | 262,5  |
| 02   | Lewis Hamilton   | Mercedes              | 256,5  |
| 03   | Valtteri Bottas  | Mercedes              | 177    |
| 04   | Lando Norris     | McLaren-Mercedes      | 145    |
| 05   | Sergio Pérez     | Red Bull Racing-Honda | 135    |
| 06   | Carlos Sainz jr. | Ferrari               | 116,5  |
| 07   | Charles Leclerc  | Ferrari               | 116    |
| 08   | Daniel Ricciardo | McLaren-Mercedes      | 95     |
| 09   | Pierre Gasly     | AlphaTauri-Honda      | 74     |
| 10   | Fernando Alonso  | Alpine-Renault        | 58     |
| 11   | Esteban Ocon     | Alpine-Renault        | 46     |

| Pos. | Fahrer             | Konstrukteur              | Punkte |
| ---- | ------------------ | ------------------------- | ------ |
| 12   | Sebastian Vettel   | Aston Martin-Mercedes     | 35     |
| 13   | Lance Stroll       | Aston Martin-Mercedes     | 26     |
| 14   | Yuki Tsunoda       | AlphaTauri-Honda          | 18     |
| 15   | George Russell     | Williams-Mercedes         | 16     |
| 16   | Nicholas Latifi    | Williams-Mercedes         | 7      |
| 17   | Kimi Räikkönen     | Alfa Romeo Racing-Ferrari | 6      |
| 18   | Antonio Giovinazzi | Alfa Romeo Racing-Ferrari | 1      |
| 19   | Mick Schumacher    | Haas-Ferrari              | 0      |
| 20   | Robert Kubica      | Alfa Romeo Racing-Ferrari | 0      |
| 21   | Nikita Masepin     | Haas-Ferrari              | 0      |

### Konstrukteurswertung
| Pos. | Konstrukteur          | Punkte |
| ---- | --------------------- | ------ |
| 1    | Mercedes              | 433,5  |
| 2    | Red Bull Racing-Honda | 397,5  |
| 3    | McLaren-Mercedes      | 240    |
| 4    | Ferrari               | 232,5  |
| 5    | Alpine-Renault        | 104    |

| Pos. | Konstrukteur              | Punkte |
| ---- | ------------------------- | ------ |
| 06   | AlphaTauri-Honda          | 92     |
| 07   | Aston Martin-Mercedes     | 61     |
| 08   | Williams-Mercedes         | 23     |
| 09   | Alfa Romeo Racing-Ferrari | 7      |
| 10   | Haas-Ferrari              | 0      |